# Lego DC Comics: Batman Be-Leaguered
Pour les articles homonymes, voir Lego Batman.
Pour plus de détails, voir Fiche technique et Distribution.
Lego DC Comics: Batman Be-Leaguered est un téléfilm d’animation de super-héros basé sur les licences Lego et DC Comics. Il est diffusé sur Cartoon Network le 27 octobre 2014. Il est par la suite sorti avec le vidéofilm Lego DC Comics Super Heroes : La Ligue des Justiciers contre la Ligue des Bizarro.

## Synopsis
Superman souhaite que Batman rejoigne sa nouvelle équipe de super-héros appelée la Ligue des Justiciers, mais Batman préfère faire cavalier seul. Après avoir vaincu le Pingouin qui essayait de voler un bijou hors de prix, ainsi que Man-Bat et le Joker, Superman s’envole, mais il disparaît en compagnie des vilains et de la pierre précieuse.
À la suite de sa disparition, Batman appelle Flash pour l’aider à retrouver Superman. Flash parcourt le monde en compagnie de Batman et de son Batwing jusqu’à ce qu’ils trouvent Captain Cold en train d’essayer de dérober des hiéroglyphes. Flash et Batman l’affrontent, mais Flash disparaît au milieu du combat pendant que Batman s’est retrouvé congelé sans avoir accès à sa ceinture. Batman s’est décongelé et a vaincu Captain Cold, mais ce dernier disparaît avec les hiéroglyphes.
Batman demande ensuite l’aide d’Aquaman dans son Batboat, mais ils trouvent Black Manta et ses requins-robots en train d’essayer de dérober le Trident de Poséidon. Batman remporte à nouveau le combat, mais Aquaman, Black Manta et le trident disparaissent.
Batman se rend ensuite à Metropolis, où Wonder Woman et Cyborg combattent Lex Luthor qui tente de dérober le globe du Daily Planet pour un commanditaire anonyme. Encore une fois, les membres de la Ligue des Justiciers disparaissent, Batman défait Lex Luthor, mais ce dernier disparaît avec le globe.
Batman en déduit que Bat-Mite est derrière tout ça, et se rend donc au quartier général de la Ligue des Justiciers, dans le Hall de Justice (le dernier endroit où il souhaitait aller), où Bat-Mite prépare un piège pour la Ligue des Justiciers, enfermés dans une cage supprimant leurs pouvoirs, qui comprend l’utilisation des objets dérobés. Batman est censé les sauver, mais ne fait rien, chose à laquelle Bat-Mite ne s’attendait pas. Batman a cependant suggéré aux autres super-héros que puisque leurs pouvoirs n’avaient aucun effet sur la cage, ils feraient mieux de ne pas les utiliser, mais simplement de s’échapper par la porte qui n’était pas verrouillée. Batman accepte ensuite l’invitation de la Ligue des Justiciers. Bat-Mite rassemble les vilains, mais ils sont facilement vaincus par la puissance combinée des membres de la Ligues des Justiciers. Ainsi, Bat-Mite décide qu’au lieu d’admirer un seul héros, il admirera l’équipe tout entière. Avant de disparaître, Bat-Mite renvoie les vilains d’où ils viennent. Le reste de la Ligue des Justiciers est heureux que Batman ait rejoint leur équipe.

## Distribution

### Voix originales
- Dee Bradley Baker : Aquaman, Man-Bat
- Troy Baker : Batman
- Grey DeLisle : Lois Lane, Wonder Woman
- John DiMaggio: le Joker, Lex Luthor
- Tom Kenny : le Pingouin
- Nolan North : Superman, Alfred Pennyworth
- Khary Payton : Cyborg
- Paul Reubens : Bat-Mite
- Kevin Michael Richardson : Black Manta, Captain Cold
- James Arnold Taylor : Flash